# 144-й окремий батальйон радіаційного, хімічного, біологічного захисту (Україна)
144-й окремий батальйон радіаційного, хімічного та біологічного захисту (144 ОБ РХБЗ, в/ч А2986) — підрозділ військ РХБ захисту в структурі сухопутних військ збройних сили України, який існував до 2013 року. Входив до складу 8-го армійського корпусу.
У 2013 році був об'єднаний з 12-м інженерним полком, утворивши 12 окремий полк оперативного забезпечення.

## Історія
Сформована частина була 10 квітня 1962 року і вже в травні солдати та офіцери батальйону приступили до виконання програми бойової підготовки.
Особливим випробуванням для батальйону стало виконання урядового завдання з ліквідації наслідків аварії на Чорнобильській атомній електростанції.
На оперативно-тактичних навчаннях «Реакція-2005» батальйон показав впевнені гарні результати.
19-22 квітня 2010 року особовий склад батальйону у кількості 30 військовослужбовців зі складу взводу радіаційного, хімічного і біологічного захисту та відділення дозиметричного й хімічного контролю брав участь у активній фазі міжнародних сертифікаційних навчаннях Сил реагування НАТО “Голден Маск – 2010”, які відбувалися в Німеччині на військових полігонах Бундесверу “Берген” та “Мюнстер”.
Головною метою участі українського підрозділу РХБ захисту в навчанні “Голден Маск – 2010” полягала в проведенні злагодження та сертифікації до можливої участі у складі багатонаціонального батальйону РХБ захисту 15-ї ротації Сил реагування НАТО.
Після прибуття до Німеччини військовослужбовці  українського підрозділу РХБ захисту отримали індивідуальну стрілецьку зброю Бундесверу та ознайомилися з нею. Також були уточнені завдання на участь у навчанні відповідно до оперативного наказу, отримано та організовано зв’язок з вищим командуванням.
У свою чергу німецьку сторону було ознайомлено з можливостями підрозділу РХБ захисту Збройних Сил України, порядком і процедурами виконання основних завдань, які на нього покладені.
З 31 жовтня 2010 року окремий батальйон РХБ захисту (А2986) змінив місце дислокації.
У грудні 2013 року 144 окремий батальйон РХБЗ та 12 інженерний полк реорганізовані у 12 окремий полк оперативного забезпечення.

## Командування
- підполковник Карпенко Василь Васильович[4]
- підполковник Олександр Купчук

## Зовнішні посилання
- memorybook.org.uac [Архівовано 21 травня 2017 у Wayback Machine.]
- «НЕ ЧІПАЙТЕ ХІМБАТ…» [Архівовано 10 листопада 2017 у Wayback Machine.]
- Військові житомирщини візьмуть участь у міжнародних навчаннях “Голден Маск – 2010”. [Архівовано 29 вересня 2020 у Wayback Machine.]
- На Львівщині завершилося українсько-американське тактичне навчання “Репід Трайдент-2013”[недоступне посилання]